# W Series
A W Series egy kizárólag nőknek induló formulaautós széria volt, amelyet először 2019-ben rendezték meg.

## Története
2017 novemberében nem hivatalos információk kezdtek el terjedni egy csak nőknek induló formulaautós versenysorozat létrehozásáról. 2018. október 10-én mutatták be nyilvánosan és hivatalosan a W Series-t. Megalapításának a célja az volt, hogy a hölgyek is nagyobb szerephez jussanak az autó- és motorsportban valamint, hogy a tehetséges versenyzőket eljuttassák egészen a Formula–1-ig.
A szériát több nagyobb közszereplő is támogatta, mint például a korábbi F1-es pilóta David Coulthard, Catherine Bond, Matt Bishop, Tim Crow, és a jelenleg a Red Bullnál dolgozó Adrian Newey.
A legelső évad 2019-ben került megrendezésre, amely 6 versenyből állt Európában, a Német túraautó-bajnokság (DTM) betétsorozataként. Az összes versenyautót a brit Hitech Grand Prix készítette fel.
A 2020-as szezonra megerősítették, hogy a 2019-es bajnokság első 12 helyezettje automatikusan indulási jogot szerzett, melléjük még további pilóták selejtezőjét is lehetővé tették. Később a 2020-as kiírást hivatalosan teljes egészében törölték a koronavírus-világjárvány miatt. Helyette az online iRacing platformon egy 10 eseményből álló eSport sorozatot hirdettek meg.
2021-re a Formula–1 egyik betétszériája lett és a legtöbb helyszínre együtt utazott a mezőny a királykategóriával. Innentől minden hölgy különálló csapatok színeiben indult és a győztes a Nemzetközi Automobil Szövetségtől (FIA) szuperlicenc pontokat kapott. A sorozat megnyeréséért kevesebb ilyen pont kapható, mint a Formula–3 Ázsia-bajnokság győzelméért, de mindkét széria ugyanazt a konstrukciókat használja.

## Versenyhétvége

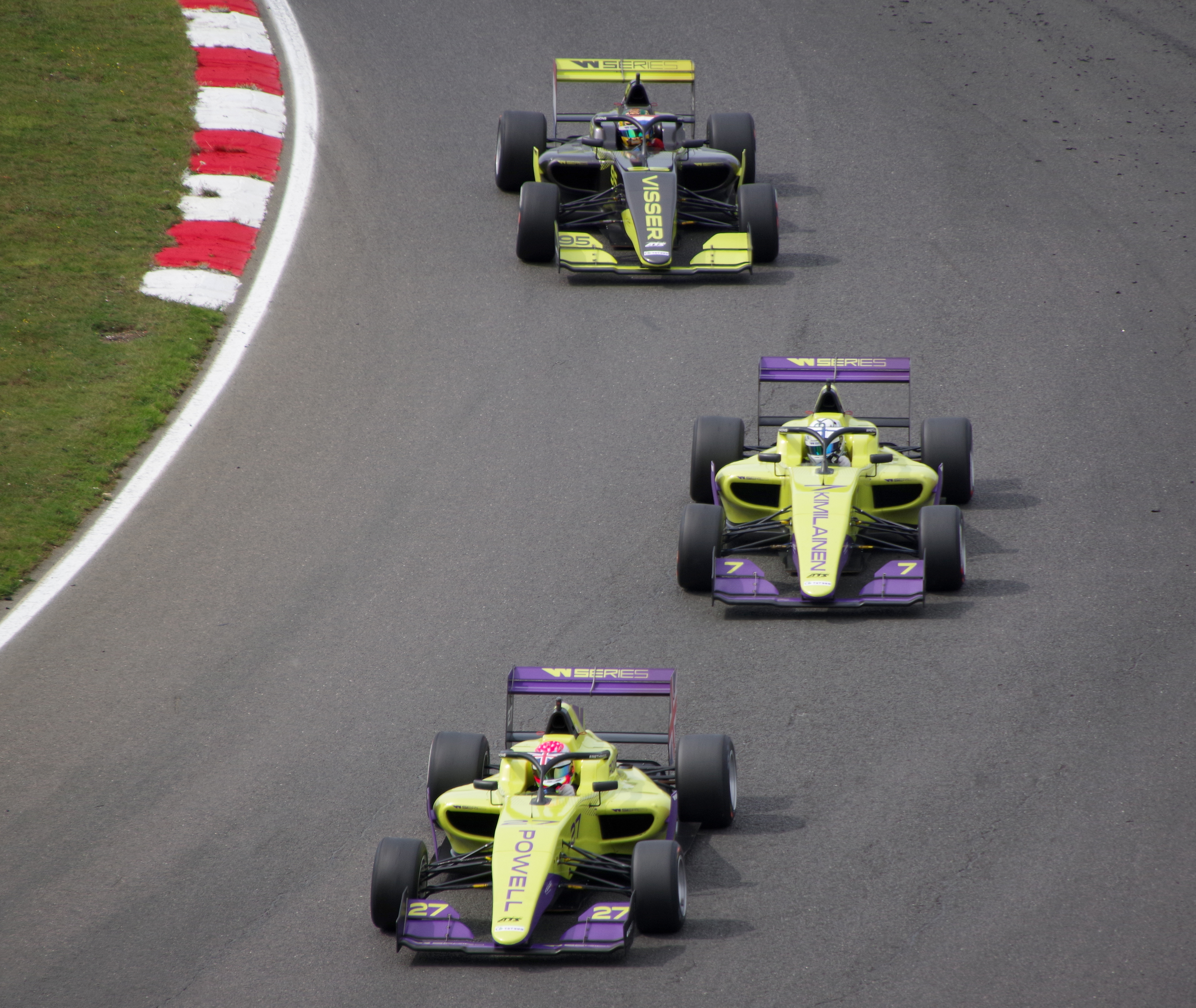
Három versenyző (Alice Powell, Emma Kimiläinen és Beitske Visser) a 2019-es évad Brands Hatch-i fordulóján.

### Edzés és időmérő
Minden forduló helyszínén két, legfeljebb 45 percig tartó szabadedzés, ezt követi egy maximum 30 perces időmérőedzés.

### Verseny
Minden futam egy meghatározott számú körszámból áll a pálya hosszúságától függően de, ha csúszik valamilyen oknál fogva a verseny, akkor körszámok helyett 30 perc áll rendelkezésre a táv teljesítéséhez.

### Pontozási rendszer (2019–2022)
Pontot az első tíz helyen célba érő versenyző kap az alábbi sorrendben:
| Helyezés | 1. | 2. | 3. | 4. | 5. | 6. | 7. | 8. | 9. | 10. |
| Pont     | 25 | 18 | 15 | 12 | 10 | 8  | 6  | 4  | 2  | 1   |

## Autó

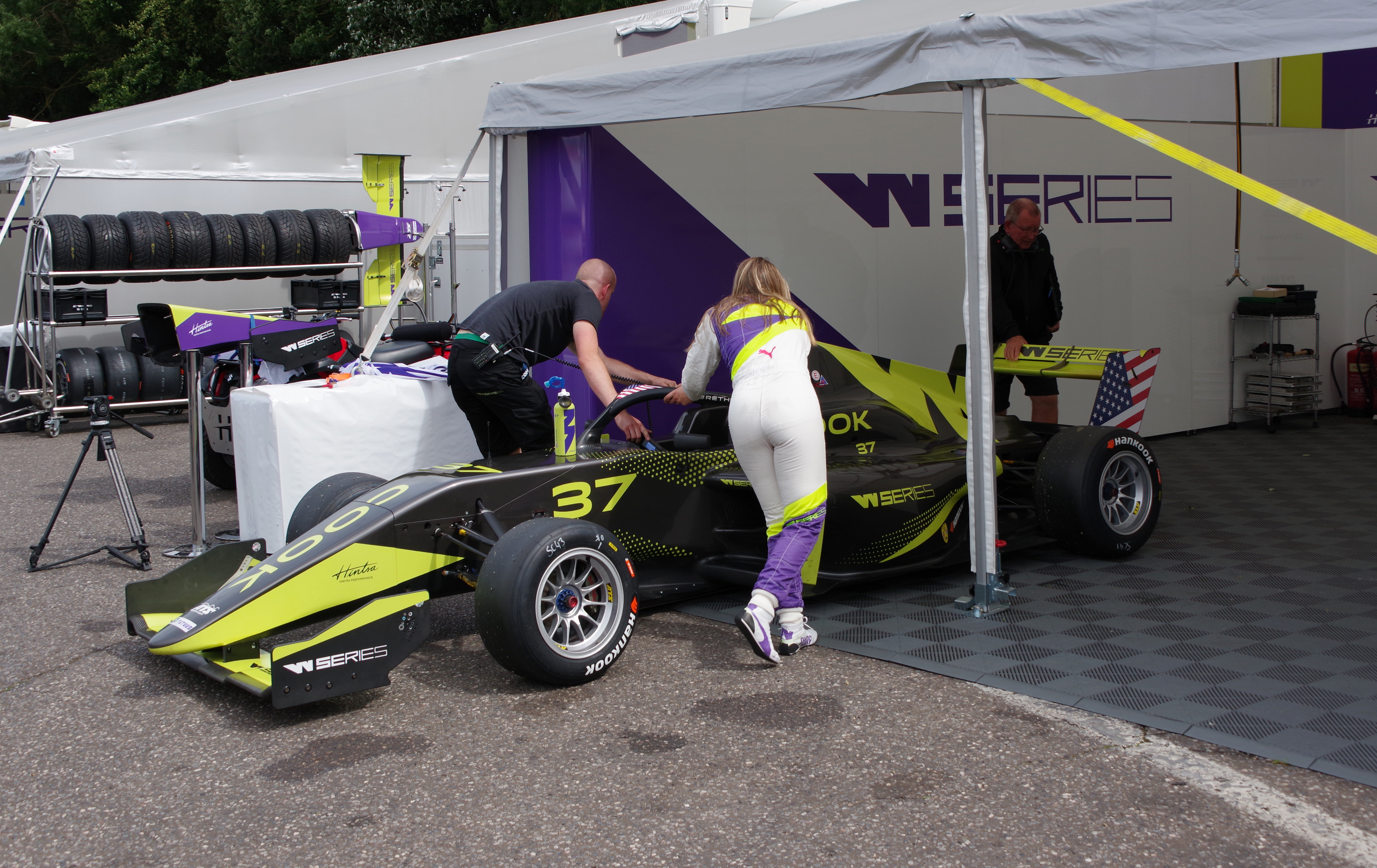
A Tatuus–Alfa Romeo F3 T-318 modell

Az autók új Formula–3-as Tatuus T-318 versenygépek amelyekben az Alfa Romeo által biztosított 1,8 literes turbófeltöltős motorok dolgoznak, mindezekhez csatlakozik a haloval ellátott pilótafülke (az FIA engedélyével). Mindenki egyenlő esélyekkel és autókkal versenyez. Az első idény előtt bejelentésre került, hogy az összes szezonban résztvevő versenyautót a Hitech Racing készíti fel.

### Az autók felépítése
- Hengerűrtartalom: 1,8 liter
- Feltöltés: turbó
- Tömeg: 565 kg
- Szélesség: 1850 mm
- Tengelytávolság: 2000 mm
- Motorerő: 270 le (201 kW)
- Kasztni: Tatuus T-318 modell
- Vázszerkezet: szénszálas
- Glória (halo): van
- Sebességváltó: Sadev 6 sebességes, félautomata (+1 hátramenet)
- Kormányzás: szervóval támogatott
- Üzemanyag: Aral Ultimate 102 RON ólommentes
- Üzemanyag-tartály: 45,5 literes (12 gallon)
- Keverékképzés: közvetlen üzemanyag-befecskendezés
- Gumiabroncs: Hankook

## Bajnokok

### Díjazás
| Helyezés | Összeg (Dollárban) |
| -------- | ------------------ |
| 1.       | 500 000            |
| 2.       | 250 000            |
| 3.       | 125 000            |
| 4.       | 100 000            |
| 5.       | 90 000             |
| 6.       | 80 000             |
| 7.       | 70 000             |
| 8.       | 60 000             |
| 9.       | 50 000             |
| 10.      | 40 000             |
| 11.      | 30 000             |
| 12.      | 25 000             |
| 13.      | 20 000             |
| 14.      | 15 000             |
| 15.      | 7 500              |
| 16.      | 7 500              |
| 17.      | 7 500              |
| 18.      | 7 500              |
| Forrás:  |                    |

### Bajnokok
| Szezon | Versenyző                            | Pole-pozíció                         | Győzelem                             | Dobogós helyezés                     | Leggyorsabb kör                      | Pont                                 |                                      |
| ------ | ------------------------------------ | ------------------------------------ | ------------------------------------ | ------------------------------------ | ------------------------------------ | ------------------------------------ | ------------------------------------ |
| 2019   | Jamie Chadwick                       | 3                                    | 2                                    | 5                                    |                                      | 110                                  |                                      |
| 2020   | A koronavírus-járvány miatt törölve. | A koronavírus-járvány miatt törölve. | A koronavírus-járvány miatt törölve. | A koronavírus-járvány miatt törölve. | A koronavírus-járvány miatt törölve. | A koronavírus-járvány miatt törölve. | A koronavírus-járvány miatt törölve. |
| 2021   | Jamie Chadwick                       | 4                                    | 4                                    | 7                                    | 3                                    | 159                                  |                                      |
| 2022   | Jamie Chadwick                       | 3                                    | 5                                    | 6                                    | 3                                    | 143                                  |                                      |

## Helyszínek
| Versenypálya                   | Évek           |
| ------------------------------ | -------------- |
| Hockenheimring                 | 2019           |
| Circuit Zolder                 | 2019           |
| Misano World Circuit           | 2019           |
| Norisring                      | 2019           |
| TT Circuit Assen               | 2019           |
| Brands Hatch                   | 2019           |
| Circuit Paul Ricard            | 2021 (Törölve) |
| Red Bull Ring                  | 2021           |
| Silverstone Circuit            | 2021-2022      |
| Hungaroring                    | 2021-2022      |
| Circuit de Spa-Francorchamps   | 2021           |
| Circuit Zandvoort              | 2021           |
| Circuit of the Americas        | 2021           |
| Autodrómo Hermanos Rodriguez   | 2021 (Törölve) |
| Miami International Autodrome  | 2022           |
| Circuit de Barcelona-Catalunya | 2022           |
| Circuit Paul Ricard            | 2022           |
| Marina Bay Street Circuit      | 2022           |